# ورزشگاه ام‌اس‌وی آرنا
ورزشگاه ام‌اس‌وی آرنا (به انگلیسی: Schauinsland-Reisen-Arena) ورزشگاهی در شهر دویسبورگ در کشور آلمان است.